# Адамів міст

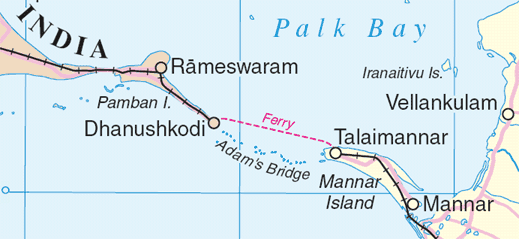
Мапа Адамового мосту

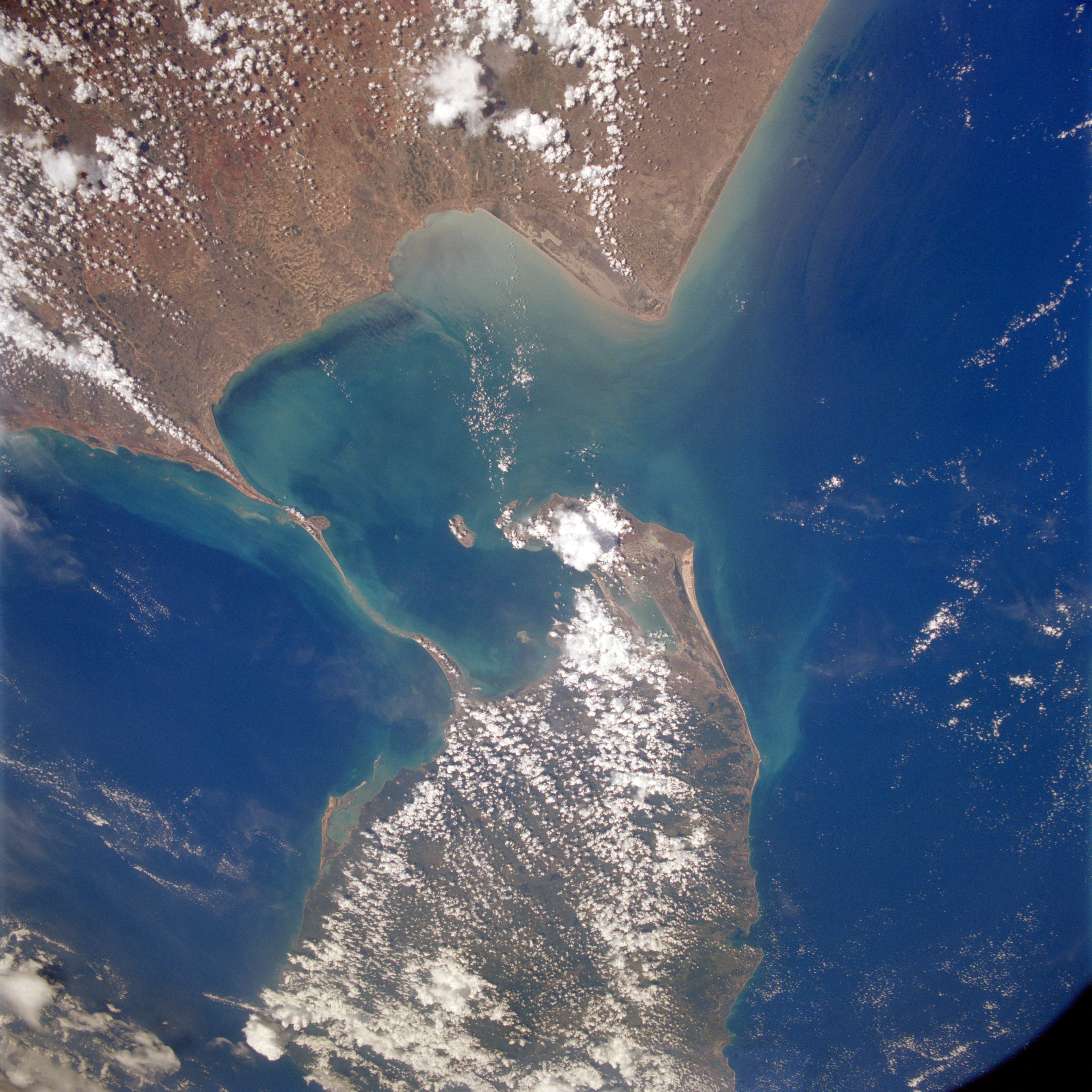
Вигляд з космосу. Знімок NASA

Адамів міст (там. ஆதாம் பாலம்), Міст Рами, Міст Сіти (இராமர் பாலம், रामसेतु, രാമസേതു) — низка піщаних мілин та островів протяжністю 48 км між островом Цейлон (Шрі-Ланка) та півостровом Індостан. Примітне геологічне підвищення морського дна біля південно-східного узбережжя Індії та північно-західного Шрі-Ланки, від піщаного острова біля мису Рамнада до західного кінця острова Маннара, що лежить біля берегів Шрі-Ланки. Виступає над морем невеличкими островами, але більша частина в приплив лежить під водою на глибині 1—1,25 м. Лише протока — між мисом Рамнада та островом Рамесвар — прохід Памбас, дає змогу проходу невеличких суден.

## Транспортна складова
Через Адамів міст проходить залізниця, що сполучає (частково на поромах) острів Цейлон з Індією. Урядом Індії розроблений проєкт поглиблення судноплавної частини між Індією та Шрі-Ланкою, що позбавить необхідності витрачати 30 годин плавання суден навколо острова (приблизно 400 км). Але дехто протестує проти будівництва й руйнації історичного набутку країни.

## Історія
За літописами, цей міст був пішохідним майже до 1480 року, коли був зруйнований морською бурею, спричиненою землетрусом.
Браміни називають його Міст Рами, чи Міст Нали. За індійським епосом Рамаяна, він був споруджений штучно за наказом імператора Рами. Його будівництво вів Нала — син легендарного богоподібного муляра Вішвакармана — силами підданих і союзників Рами, навіть брала участь армія мавп. По цьому містку війська Рами перейшли на Цейлон для битви з його тодішнім правителем демоном Раваною, що викрав кохану рами — Сіту.
За легендою мохамедан, по цих мілинах біблійний Адам був вигнаний з раю (Цейлон).